# Błona naczyniowa

Budowa oka:
28 – naczyniówka
3, 4, 12 – ciało rzęskowe
9 – tęczówka

Błona naczyniowa (łac. tunica vasculosa bulbi, tunica media bulbi, uvea) – środkowa warstwa ściany gałki ocznej znajdująca się pomiędzy błoną zewnętrzną (włóknistą) a błoną wewnętrzną (siatkówką).
Składowe błony naczyniowej (od tyłu do przodu):
- naczyniówka (choroidea) – część tylna,
- ciało rzęskowe (corpus ciliare) – część środkowa,
- tęczówka (iris) z położoną centralnie źrenicą (pupilla) – część przednia.

Części te stanowią jedną całość. Po usunięciu błony zewnętrznej (rogówki i twardówki) przypominają ciemną jagodę, „której łodygą jest nerw wzrokowy” – stąd dawna nazwa błony naczyniowej: jagodówka (uvea).